# Winter-Asienspiele 2003/Skilanglauf
Bei den Winter-Asienspielen 2003 in Aomori (Japan) wurden  die Wettbewerbe im Skilanglauf zwischen dem 2. Februar und dem 7. Februar 2003 ausgetragen.

## Skilanglauf Männer

### 10 km klassisch
| Platz | Sportler           | Land       | Zeit        |
| ----- | ------------------ | ---------- | ----------- |
| 1     | Andrei Golowko     | Kasachstan | 26:00,7 min |
| 2     | Maxim Odnodworzew  | Kasachstan | 26:29,0 min |
| 3     | Dmitri Jerjomenko  | Kasachstan | 26:57,3 min |
| 4     | Nikolai Tschebotko | Kasachstan | 27:03,1 min |
| 5     | Hiroyuki Imai      | Japan      | 27:05,2 min |
| 6     | Masaaki Kōzu       | Japan      | 27:27,6 min |
| 7     | Katsuhito Ebisawa  | Japan      | 27:56,6 min |
| 8     | Mitsuo Horigome    | Japan      | 28:08,9 min |

Datum: 2. Februar

### 15 km Freistil
| Platz | Sportler           | Land                | Zeit        |
| ----- | ------------------ | ------------------- | ----------- |
| 1     | Maxim Odnodworzew  | Kasachstan          | 35:54,3 min |
| 2     | Masaaki Kōzu       | Japan               | 36:01,2 min |
| 3     | Zhang Chengye      | Volksrepublik China | 36:13,7 min |
| 4     | Hiroyuki Imai      | Japan               | 36:49,4 min |
| 5     | Andrei Golowko     | Kasachstan          | 37:05,0 min |
| 6     | Mitsuo Horigome    | Japan               | 37:21,2 min |
| 7     | Dmitri Jerjomenko  | Kasachstan          | 37:21,3 min |
| 8     | Nikolai Tschebotko | Kasachstan          | 37:37,5 min |

Datum: 3. Februar

### 30 km Freistil
| Platz | Sportler          | Land                | Zeit        |
| ----- | ----------------- | ------------------- | ----------- |
| 1     | Maxim Odnodworzew | Kasachstan          | 1:19:20,9 h |
| 2     | Zhang Chengye     | Volksrepublik China | 1:20:35,9 h |
| 3     | Dmitri Jerjomenko | Kasachstan          | 1:21:02,8 h |
| 4     | Denis Kriwuschkin | Kasachstan          | 1:23:13,0 h |
| 5     | Tomio Kanamaru    | Japan               | 1:24:03,7 h |
| 6     | Masaaki Kōzu      | Japan               | 1:24:38,7 h |
| 7     | Hiroyuki Imai     | Japan               | 1:25:27,8 h |
| 8     | Igor Subrilin     | Kasachstan          | 1:25:53,0 h |

Datum: 5. Februar

### 4 × 10-km-Staffel
| Platz | Sportler                                                              | Land                | Zeit        |
| ----- | --------------------------------------------------------------------- | ------------------- | ----------- |
| 1     | Katsuhito Ebisawa Hiroyuki Imai Mitsuo Horigome Masaaki Kōzu          | Japan               | 1:43:49,2 h |
| 2     | Andrei Golowko Nikolai Tschebotko Dmitri Jerjomenko Maxim Odnodworzew | Kasachstan          | 1:44:46,5 h |
| 3     | Li Geliang Han Dawei Zhang Chengye Qu Donghai                         | Volksrepublik China | 1:48:15,8 h |
| 4     | Shin Doo-sun Choi Im-heon Park Byung-joo Jung Eui-myung               | Südkorea            | 1:53:18,1 h |

Datum: 7. Februar

## Skilanglauf Frauen

### 5 km klassisch
| Platz | Sportler                      | Land                | Zeit        |
| ----- | ----------------------------- | ------------------- | ----------- |
| 1     | Swetlana Malahowa-Schischkina | Kasachstan          | 14:50,2 min |
| 2     | Oksana Jatskaja               | Kasachstan          | 14:51,4 min |
| 3     | Jelena Antonowa               | Kasachstan          | 15:11,7 min |
| 4     | Nobuko Fukuda                 | Japan               | 15:14,0 min |
| 5     | Madoka Natsumi                | Japan               | 15:16,0 min |
| 6     | Hou Yuxia                     | Volksrepublik China | 15:23,7 min |
| 7     | Sumiko Yokoyama               | Japan               | 15:45,1 min |
| 8     | Jelena Kolomina               | Kasachstan          | 15:56,3 min |

Datum: 2. Februar

### 10 km Freistil
| Platz | Sportler                      | Land                | Zeit        |
| ----- | ----------------------------- | ------------------- | ----------- |
| 1     | Oksana Jatskaja               | Kasachstan          | 26:55,3 min |
| 2     | Swetlana Malahowa-Schischkina | Kasachstan          | 27:13,8 min |
| 3     | Hou Yuxia                     | Volksrepublik China | 27:56,8 min |
| 4     | Darja Starostina              | Kasachstan          | 28:23,3 min |
| 5     | Sumiko Yokoyama               | Japan               | 28:29,5 min |
| 6     | Chizuru Soneta                | Japan               | 28:49,5 min |
| 7     | Nobuko Fukuda                 | Japan               | 28:53,6 min |
| 8     | Jelena Kolomina               | Kasachstan          | 28:59,5 min |

Datum: 4. Februar

### 4 × 5-km-Staffel
| Platz | Sportler                                                                       | Land                | Zeit        |
| ----- | ------------------------------------------------------------------------------ | ------------------- | ----------- |
| 1     | Jelena Antonowa Oksana Jatskaja Darja Starostina Swetlana Malahowa-Schischkina | Kasachstan          | 58:46,9 min |
| 2     | Madoka Natsumi Nobuko Fukuda Sumiko Yokoyama Chizuru Soneta                    | Japan               | 1:00:03,0 h |
| 3     | Luan Zhengrong Hou Yuxia Li Hongxue Liu Hongyan                                | Volksrepublik China | 1:01:25,6 h |

Datum: 6. Februar